# Festival Elsy Jacobs 2022
De 14e editie van de wielerwedstrijd Ceratizit Festival Elsy Jacobs vond in 2022 plaats van 29 april tot en met 1 mei in Luxemburg. De start was in Cessange, de finish in Garnich, de geboorteplaats van Elsy Jacobs, de eerste wereldkampioene voor elite vrouwen, naar wie de wedstrijd vernoemd is. De wedstrijd maakt deel uit van de UCI Women's ProSeries 2022. In 2021 won de Deense Emma Norsgaard; zij werd opgevolgd door de Italiaanse Marta Bastianelli.

## Deelname
Zeven van de veertien World Tour-ploegen namen deel, aangevuld met tien continentale teams.
| WorldTour                                                                                       | Continentaal                                                                                     | Continentaal |
| ----------------------------------------------------------------------------------------------- | ------------------------------------------------------------------------------------------------ | --- |
| Canyon-SRAM EF Education-TIBCO-SVB Jumbo-Visma Liv Racing Xstra Team SD Worx UAE Team ADQ Uno-X | Andy Schleck-CP NVST-Immo Losch BePink Ceratizit-WNT Multum Accountants-LSK Parkhotel Valkenburg | Rupelcleaning Stade Rochelais Charente-Maritime Saint Michel-Mavic-Auber 93 Top Girls Fassa Bortolo Valcar-Travel & Service |

## Etappe-overzicht
| Etappe  | Datum    | Start     | Finish    | Type                | Afstand  | Winnaar           | Klassementsleider |
| ------- | -------- | --------- | --------- | ------------------- | -------- | ----------------- | ----------------- |
| Proloog | 29 april | Cessange  | Cessange  | Individuele tijdrit | 2,2 km   | Anna Henderson    | Anna Henderson    |
| 1       | 30 april | Steinfort | Steinfort | Heuvelrit           | 121,4 km | Marta Bastianelli | Silvia Persico    |
| 2       | 1 mei    | Garnich   | Garnich   | Heuvelrit           | 109,3 km | Veronica Ewers    | Marta Bastianelli |

## Klassementenverloop
| Etappe       | Winnaar           | Algemeen klassement · | Puntenklassement · | Bergklassement   | Jongerenklassement · | Ploegenklassement |
| ------------ | ----------------- | --------------------- | ------------------ | ---------------- | -------------------- | ----------------- |
| Proloog      | Anna Henderson    | Anna Henderson        | Anna Henderson     | niet uitgereikt  | Lieke Nooijen        | Jumbo-Visma       |
| 1            | Marta Bastianelli | Silvia Persico        | Silvia Persico     | Anna Shackley    | Kata Blanka Vas      | Team SD Worx      |
| 2            | Veronica Ewers    | Marta Bastianelli     | Marta Bastianelli  | Debora Silvestri | Niamh Fisher-Black   | UAE Team ADQ      |
| 0Eindstanden | 0Eindstanden      | Marta Bastianelli     | Marta Bastianelli  | Debora Silvestri | Niamh Fisher-Black   | UAE Team ADQ      |

2008 · 2009 · 2010 · 2011 · 2012 · 2013 · 2014 · 2015 · 2016 · 2017 · 2018 · 2019 · 2020 · 2021 · 2022 · 2023 · 2024
Omloop Het Nieuwsblad · 
Nokere Koerse · 
Dwars door Vlaanderen · 
Brabantse Pijl · 
Festival Elsy Jacobs · 
Ronde van Thüringen · 
Ronde van Zwitserland · 
Ronde van Emilia